# Jhon Chancellor
Jhon Carlos Chancellor Cedeño (ur. 2 stycznia 1992 w Ciudad Guayana) – wenezuelski piłkarz grający na pozycji środkowego obrońcy w CD Universidad Católica (Quito) oraz reprezentacji Wenezueli.

## Kariera klubowa
Pierwszym klubem w karierze Chancellora był Mineros de Guayana. W 2011 zdobył z drużyną Puchar Wenezueli. W swoim kraju grał jeszcze w Deportivo Lara. W 2018 podpisał kontrakt z rosyjską Anży Machaczkałą. W klubie spędził dwa lata, po czym przeniósł się do Al Ahli Ad-Dauha. W 2019 podpisał kontrakt z Brescią. Z klubem występował w Serie A, lecz po sezonie spadł do Serie B. 
28 lutego 2022 przeniósł się do Zagłębia Lubin. W Ekstraklasie zadebiutował 5 marca z Piastem Gliwice.

## Kariera reprezentacyjna
Występował w kadrze Wenezueli U-20. W dorosłej reprezentacji Wenezueli 8 czerwca 2017 w meczu z Ekwadorem. Został powołany na Copa América 2019 i 2021. Pierwszą bramkę zdobył w starciu z Paragwajem w Eliminacjach do Mistrzostw Świata 2022.